# Engine Alliance
Engine Alliance is producent van vliegtuigmotoren. Het bedrijf is een joint venture van General Electric (GE Aviation) en Pratt & Whitney, het bedrijf ontstond in augustus 1996 en heeft als doel het ontwerpen en produceren van moderne motoren voor langeafstandsvliegtuigen.
Het enige product van EA is de Engine Alliance GP7200, die oorspronkelijk bedoeld was voor de Boeing 747-500, die echter nooit in productie werd genomen. Uiteindelijk werd de motor aangepast voor de Airbus A380.